# Kosie Pretorius
Kosie Pretorius (właśc. Jacobus Willem Francois Pretorius) (ur. 5 września 1935 w Swakopmund, zm. 14 lipca 2017) – namibijski polityk i publicysta, przewodniczący Monitor Aksie Groep, wieloletni parlamentarzysta Afryki Południowo-Zachodniej (1962–1989), a w latach 1990–2005 deputowany do Zgromadzenia Narodowego Namibii.

## Życiorys
Studiował na Uniwersytecie Wolnego Państwa Oranje w Bloemfontein. Od 1962 do 1989 był nieprzerwanie deputowanym do Zgromadzenia Ustawodawczego Afryki Południowo-Zachodniej z okręgu Gobabis. Zasiadał w Radzie Federalnej Partii Narodowej RPA (1968–1978), a w latach 1981–1991 był przewodniczącym namibijskiego oddziału ugrupowania. Pełnił obowiązki ministra gospodarki wodnej, poczty i telekomunikacji w rządzie przejściowym jedności narodowej (1988–1989). W 1989 przystąpił do Akcji Chrześcijańsko–Narodowej (Action Christian National, ACN), z ramienia której wszedł w skład pierwszego parlamentu wybranego w demokratycznych wyborach. W 1991 stanął na czele partii skupiającej białych osiadników – Monitor Aksie Groep (MAP), której reprezentantem w parlamencie pozostał do 2005. W 2004 wystartował w wyborach prezydenckich, zdobywając 1,15% głosów (zajął siódmą pozycję).
W latach 1991–2000 był wydawcą czasopisma "Monitor". Obecnie pisuje regularnie artykuły do pisma "Windhoek Observer".